# Împărăția lui Dumnezeu este în voi
Împărăția lui Dumnezeu este în voi (în rusă Царство Божие внутри вас, transliterat: Zarstvo Bojie viutri vas) este o carte filosofică a scriitorului rus Lev Tolstoi publicată pentru prima oară în Germania în 1894, după ce apariția ei a fost interzisă în Rusia. Lucrarea este rezultatul a treizeci de ani de gândire creștină a scriitorului, în special legată de Predica de pe Munte, una din cele cinci cuvântări ale lui Isus din Nazaret consemnate în Evanghelia după Matei.